# Grande Africa
Grande Africa è una nave della compagnia statunitense Atlantic Container Line (meglio nota con la sigla ACL) del Gruppo Grimaldi (Napoli), costruita dalla Fincantieri presso il cantiere navale di Palermo, in Italia.
È l'unità capoclasse ed è entrata in servizio di linea nel 1998.

## Navi gemelle
- Grande America
- Grande Atlantico
- Grande Amburgo
- Grande Argentina
- Grande Brasile
- Grande Buenos Aires
- Grande Francia
- Grande Nigeria
- Grande San Paolo